# زاك كوباياشي
زاك كوباياشي (بالإنجليزية: Zach Kobayashi)‏ (20 أغسطس 1997 برانتشو سانتا مارغاريتا في الولايات المتحدة - ) هو لاعب كرة قدم أمريكي في مركز الوسط. لعب مع Orange County SC ‏.

## وصلات خارجية
- زاك كوباياشي على موقع قاعدة بيانات كرة القدم.إي يو (الإنجليزية)